# Tonatia
Tonatia é um gênero de morcegos da família Phyllostomidae.

## Espécies
- Tonatia bakeri Williams, Willig, & Reid, 1995
- Tonatia bidens (Spix, 1823)
- Tonatia maresi Williams, Willig, & Reid, 1995
- Tonatia saurophila Koopman & Williams, 1951
- Referências

1. ↑  «Systematics of Round-Eared Bats (Tonatia and Lophostoma) Based on Nuclear and Mitochondrial DNA Sequences». Academia de Oxford. 29 de agosto de 2003. Consultado em 18 de janeiro de 2021